# Пионер П-3
Пионер П-3 (англ. Pioneer P-3) — американский зонд для исследования Луны. Планировалось выйти на орбиту Луны.

## Конструкция

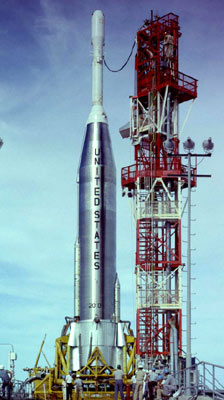
Ракета Атлас-Эйбл с Пионером П-3 на стартовом столе

Корпус Пионера П-3 имел форму сферы с диаметром 1 метр. Вместе с двигательной установкой, расположенной снизу, аппарат имел длину 1,4 метра. Корпус был изготовлен из алюминиевого сплава и весил 25,3 кг. Четыре солнечные панели, каждая размером 60x60 см, установлены по окружности сферы. Общий размах развёрнутых батарей достигал 2,7 метра. Внутри сферы большую часть объёма занимали сферические баки с гидразином и азотной кислотой, а также тормозной двигатель, который должен был замедлить зонд для выхода на лунную орбиту. Вокруг бака с гидразином располагалась научная аппаратура, химические аккумуляторы, два 5-ваттных передатчика и системы управления. Система терморегуляции состояла из светоотражающих пропеллеров на корпусе зонда и тёмного рисунка за ними. Также имелся радиатор для рассеивания избыточного тепла.
Научное оборудование состояло из ионизационной камеры и счётчика Гейгера-Мюллера для измерения общей радиации, осциллирующего контура для измерения излучения с низкой энергией, катушки магнитометра, датчика микрометеоритов и телевизионной камеры. Общая масса научных инструментов, включая электронику и блок питания, составила 55 кг.

## Запуск
Запуск Пионера П-3 при помощи ракеты Атлас-Эйбл прошёл неудачно. На 45-й секунде после старта раскололся пластиковый головной обтекатель. Спутник и третья ступень ракеты-носителя подверглись огромным аэродинамическим нагрузкам. На 104-й секунде полёта пропала связь с аппаратом и третьей ступенью. Телеметрия с первой и второй ступеней ракеты поступала по плану.